# 防弾ヘルメット (韓国)

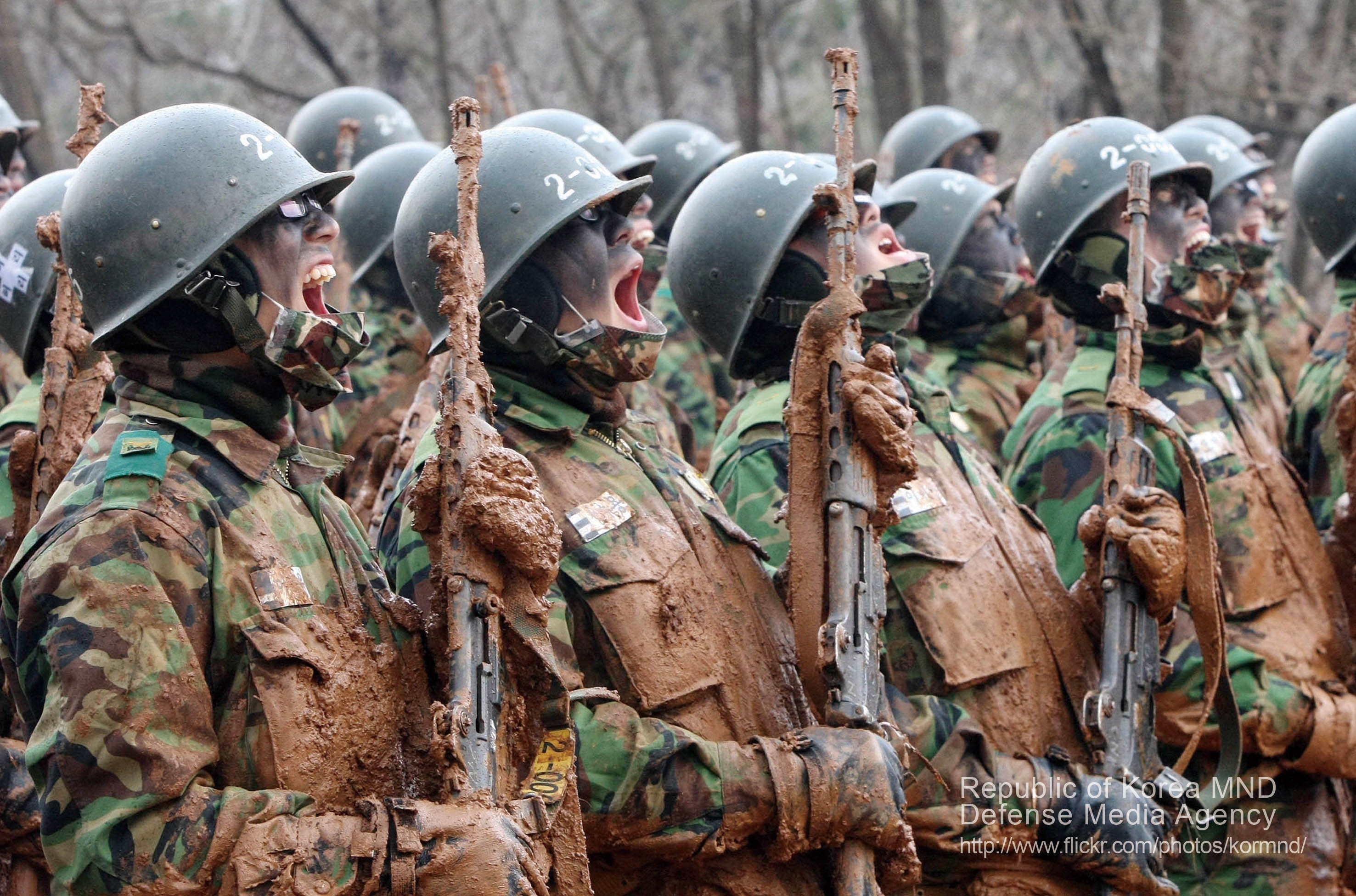
訓練中の韓国兵ら。旧型防弾ヘルメットを着用している（2012年）

防弾ヘルメット（ぼうだんヘルメット、朝鮮語: 방탄헬멧）は、1971年に大韓民国で開発された戦闘用ヘルメットである。シルエットはそれまで韓国軍で使われていたアメリカ製M1ヘルメットを踏襲しており、サスペンション部および顎紐も後期型M1ヘルメットと同型である。一方、材質がバリスティックナイロンに改められているほか、内帽は使われないなどの差異もある。韓国軍では1975年に制式採用され、2004年からアメリカ製PASGTヘルメットを参考に開発されたKH-B2000への更新が始まった。KH-B2000は正式には新型防弾ヘルメットと呼ばれており、区別のため以後従来のものは旧型防弾ヘルメットと呼ばれるようになった。

## 開発

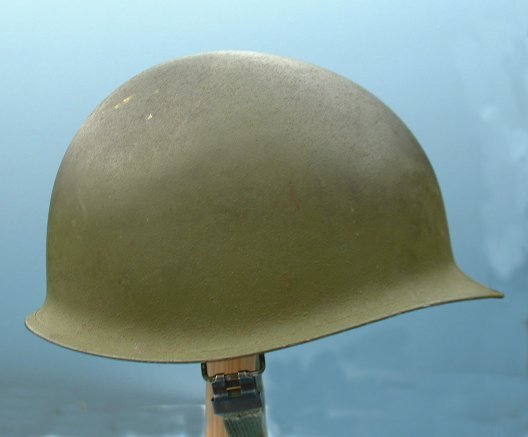
M1ヘルメット

1971年3月、国防科学研究所の韓弼淳は、合同参謀本部からイスラエル製の新しい戦闘ヘルメットのパンフレット3冊を受け取った。アメリカで兵器試験を請け負っている企業HPホワイト・ラボラトリー（HP White Laboratory）の試験において、このヘルメットが既存のものと同等の性能を有することが保証された旨が付記されていた。「イスラエルにできてなぜ我が国にできないか」と考えた韓は、自分の給料の5倍にもなる20万ウォンを妻から借りて、これを元手に研究に着手した。予算の申請は十分な実験結果を得てから行うつもりだった。
パンフレットでは材質について触れられていなかったが、やがてナイロンが用いられていることを突き止めた。さらに韓国科学技術院化工研究室長の金殷泳からは、接着およびナイロン加工に関する助言を得ることもできた。韓の研究室には防弾性能の試験を行える機材がなかった。そのため、ありあわせの道具を組み合わせ、先の尖った金属部品（10kg）を銃弾に見立てて130cmの高さから落下させる装置が作られた。床には木の板が敷かれ、樹脂を染み込ませ貼り合わせた上で圧縮されたナイロン布が置かれている。そして装置から落下した金属部品がこのナイロン布をどの程度貫くかを以て防弾性能の試験としたのである。6月には7層のナイロン布が既存のヘルメットと同等、8層ではより優れた防弾性能を持つとする実験結果が得られた。
8層ナイロン布を使ってヘルメットを成形する金型を作るには200万ウォンほど掛かる見込みだったので、まずは3層ナイロン布を使った安価な試作品が作られた。防衛産業の予算権を持つ国防部防衛産業課長の宋興彬を招いたデモンストレーションでは、研究員らがハンマーでこの試作品を叩いて頑丈さを示した。宋はジープで踏み潰すように指示し、さらにトラックでも踏み潰させたが、それでも試作ヘルメットは損傷しなかった。
宋からの報告の後、大統領秘書室経済第二秘書官の吳源哲は韓を大統領府に招いて再びデモンストレーションを行わせた。試作ヘルメットの性能に感銘を受けた吳は、サンプルとして1ヶ月以内に300個を製造せよと韓に指示した。宋からの予算の支援を受けつつ、韓は8層ナイロン布のヘルメットを300個製造した。その後、オリエンタル工業（プラスチックメーカー）と銀星社（釣竿メーカー）による量産が始まった。

## 性能
M1ヘルメットのシルエットを踏襲しているものの、設計が異なる部分も多い。M1ヘルメットは鋼鉄製の外帽とファイバーまたは樹脂製の内帽の2つをあわせて着用したが、防弾ヘルメットは内帽を着用しない一体構造である。さらに材質がナイロンに改められたため、M1では外/内帽あわせて重量が1.5kg程度だったが、防弾ヘルメットは0.9kg程度まで軽量化された。また、M1はアメリカ人が着用することを想定した設計で、東洋人の頭には合わないこともあった。そのため、防弾ヘルメットは東洋人の頭に適合するように設計が改められていた。防弾性能はM1ヘルメットとおおむね同等と言われている。2013年に国防部が公表したところによれば、防護性能は274.3mpsである。

## 韓国軍での運用

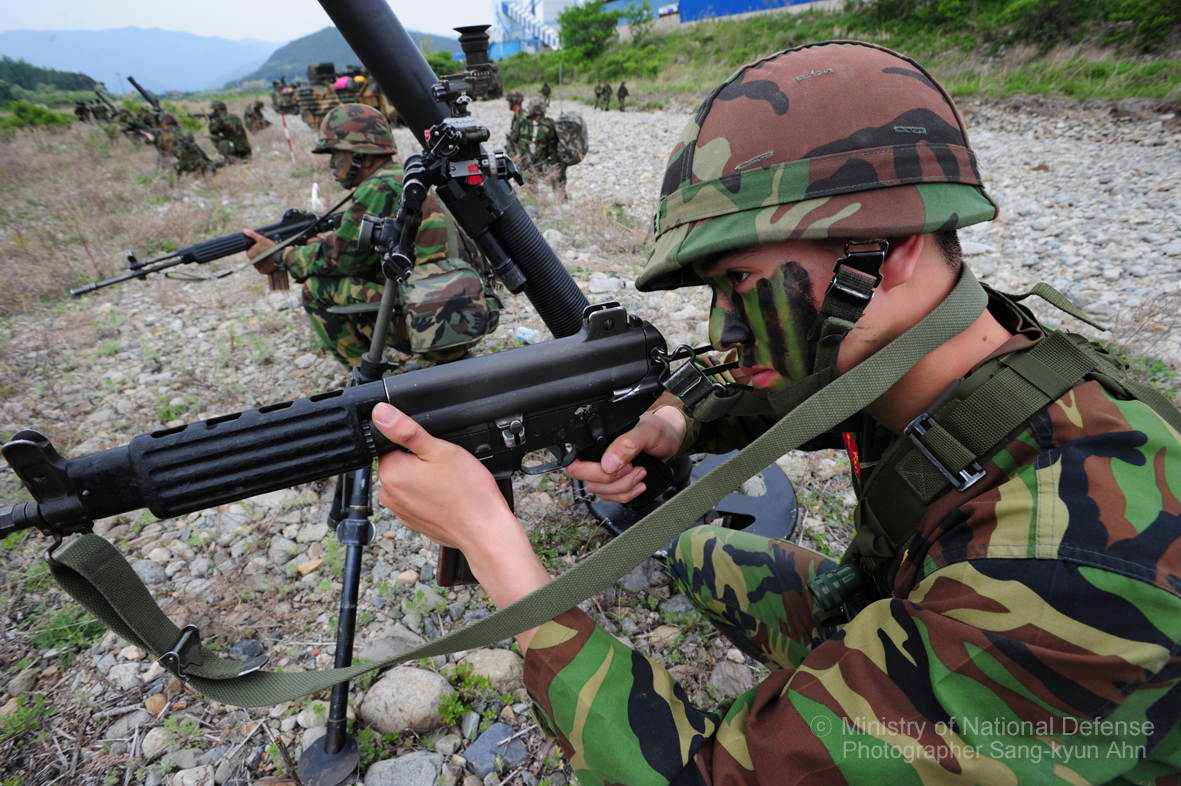
陸軍の兵士。迷彩覆いを付けた旧型防弾ヘルメットを着用している（2011年）

当初は予備軍向けの配備が想定されていたが、やがて韓国軍の高級将校らも使い始め、1975年には軍でも制式採用された。そのほか、韓国軍人らと交流のあった在韓米軍将校の中にも愛用者がいたという。彼らが持ち帰った防弾ヘルメットがアメリカ軍で新型ヘルメット開発の参考にされたとも噂された。
防弾ヘルメットは、至近距離で拳銃弾が直角に命中すれば貫通する。これはM1ヘルメットも同様である。しかし、1996年の江陵浸透事件の際に防弾ヘルメットを貫通した銃弾によって殺害された兵士があったことから、防弾性能に優れた新型防弾ヘルメットの開発が始まった。2003年9月、新型防弾ヘルメット（KH-B2000）の開発が完了し、同年末から調達が始まることが発表された。陸軍の発表では、「新型防弾ヘルメットは防弾性能が従来の2倍以上（米軍のものと同等）で、より軽量で、耳や首の防護も考慮された」としている。後に発表された資料では、新型防弾ヘルメットの防護性能は609mpsとされている。
2004年、新型防弾ヘルメットが採用され、ザイトゥーン部隊（イラク派遣隊）で初めて配備された。しかし、以後の更新は滞り、多くの部隊では旧型が引き続き使用された。国会国防委員会に所属する宋泳勤議員（セヌリ党）の問い合わせに対する国防部の回答によれば、2013年10月の時点で韓国軍が保有する防弾ヘルメット55万個のうち、42万個は依然として旧型だった。宋は戦闘ベストや防弾服などその他の個人装備の調達も同様に滞っていることも指摘した上、積極的な予算支援を通じた状況の改善を求めた。

## 輸出

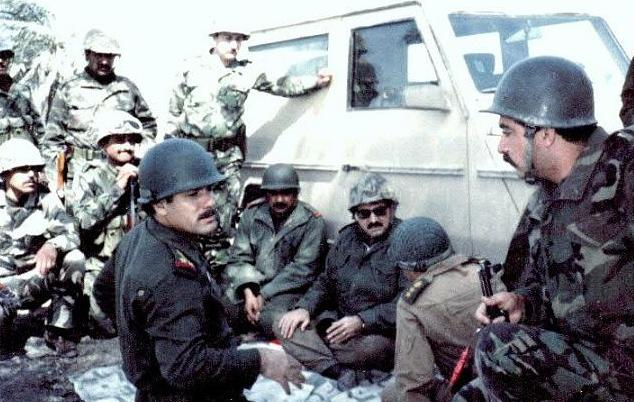
イ・イ戦争時のイラク将校ら。中央左はワフィク・アル＝サマッライ。いずれもM80ヘルメットを着用している（1986年）

防弾ヘルメットは合計数百万個が世界各国に輸出され、当時の韓国において外貨獲得のための重要な製品の1つと見なされた。M1ヘルメットのデザインを踏襲してはいたものの、韓国の国産技術に基づく製品であり、輸出に際しアメリカからの介入はなかった。輸出先としてはイラク、シンガポール、インドネシア、メキシコなどが知られる。輸出用モデルでは、材質をドイツで考案された樹脂素材コルロン（Corlon）に改めたものも多い。
イラクが輸入した韓国製防弾ヘルメットは、M80として知られる。基本的には韓国軍が採用したものに準じた製品だが、細部のデザインや製造メーカーが異なるものがいくつかある。イラク軍は歴史的にソ連、アメリカ、ヨーロッパ諸国など、様々な国から装備品の供給を受けてきたが、イラン・イラク戦争の最中に各国との関係悪化に備えて供給源の一層の多角化が求められた。M80ヘルメットの調達もその一環として実施された。より簡素なM90ヘルメット、改良型のM80/03ヘルメットなどの派生型が後にイラク国内で設計/国産化された。
チリではアウグスト・ピノチェト将軍による権力掌握後にアメリカやフランス、イギリスからのヘルメットを含む各種軍需品の調達が不可能となり、代替品の1つとして韓国からコルロン製防弾ヘルメットの調達を行った。